# Graveley (Cambridgeshire)
Graveley – wieś i civil parish w Anglii, w hrabstwie Cambridgeshire, w dystrykcie South Cambridgeshire. Leży 22 km na zachód od miasta Cambridge i 85 km na północ od Londynu. W 2011 civil parish liczyła 289 mieszkańców. Graveley jest wspomniana w Domesday Book (1086) jako Gravelei.